# Чилишка Радвањ
Чилишка Радвањ (слч. Čiližská Radvaň, мађ. Csilizradvány) насељено је мјесто са административним статусом сеоске општине (слч. obec) у округу Дунајска Стреда, у Трнавском крају, Словачка Република.

## Становништво
| Година:    | 1994. | 2004.   | 2014.   | 2024.   |
| ---------- | ----- | ------- | ------- | ------- |
| Број људи: | 1164  | 1277    | 1188    | 1163    |
| Разлика:   |       | +9,70 % | -6,96 % | -2,10 % |

| Година:    | 2023. | 2024.   |
| ---------- | ----- | ------- |
| Број људи: | 1159  | 1163    |
| Разлика:   |       | +0,34 % |

Према подацима о броју становника из 2011. године насеље је имало 1.206 становника.